# ह़
Cette page contient des caractères spéciaux ou non latins. S’ils s’affichent mal (▯, ?, etc.), consultez la page d’aide Unicode.
ह़, est une consonne de l’alphasyllabaire devanagari utilisée dans l’écriture de l’ourdou. Elle est formée d’un ha ‹ ह › et d’un point souscrit.

## Représentations informatiques
| formes | représentations | chaînes de caractères | points de code       | descriptions                                                               |
| ------ | --------------- | --------------------- | -------------------- | -------------------------------------------------------------------------- |
| pleine | ह़               | ह◌़                    | U+0939 U+093C        | lettre devanagari ha, symbole devanagari noukta                            |
| morte  | ह़्               | ह◌़◌्                   | U+0939 U+093C U+094D | lettre devanagari ha, symbole devanagari noukta, symbole devanagari virama |